# Ернан Пельєрано
Ернан Пельєрано (ісп. Hernán Pellerano, нар. 4 червня 1984, Буенос-Айрес) — аргентинський футболіст, центральний захисник клубу «Сан-Мартін» (Тукуман).

## Ігрова кар'єра
Народився 4 червня 1984 року в місті Буенос-Айрес. Вихованець футбольної школи клубу «Велес Сарсфілд». Дорослу футбольну кар'єру розпочав 2003 року в основній команді того ж клубу, в якій провів п'ять років, взявши участь у 117 матчах чемпіонату. Більшість часу, проведеного у складі «Велес Сарсфілда», був основним гравцем захисту команди.
Влітку 2008 року перейшов до команди іспанської Ла-Ліги «Альмерія». В Іспанії спочакту став одним з основних центральних захисників команди, утім згодом, починаючи з другого сезону в команді, став отримувати дедалі менше ігрового часу і 2011 року був відданий в оренду на батьківщину до «Ньюеллс Олд Бойз». Повернувшись за рік до «Альмерії», що вже грала у Сегунді, знову отримав місце у її складі і допоміг у першому ж сезоні повернутися да Ла-Ліги. Провівши там сезон 2013/14 в статусі гравця ротації, залишив Іспанію.
Протягом 2014–2015 років грав за мексиканську «Тіхуану», після чого виступав на батьківщині за «Велес Сарсфілд» та «Індепендьєнте» (Авельянеда). У 2017–2018 роках грав в оренді за парагвайську «Олімпію» (Асунсьйон), після чого пограв в Еквадорі за «ЛДУ Кіто» та в Перу за «Мельгар».
2021 року знову повернувся на батьківщину, де продовжив кар'єру у складі «Сан-Мартіна» (Тукуман).